# Naluk
Naluk is een bestuurslaag in het regentschap Sumedang van de provincie West-Java, Indonesië. Naluk telt 2963 inwoners (volkstelling 2010).